# Orden de Teresa
La Orden de Teresa era una orden para damas nobles en el Reino de Baviera. Continúa funcionando hoy como una sociedad honoraria a la que pertenecen las princesas de la Casa de Wittelsbach, así como otras damas de familias bávaras nobles.

## Historia

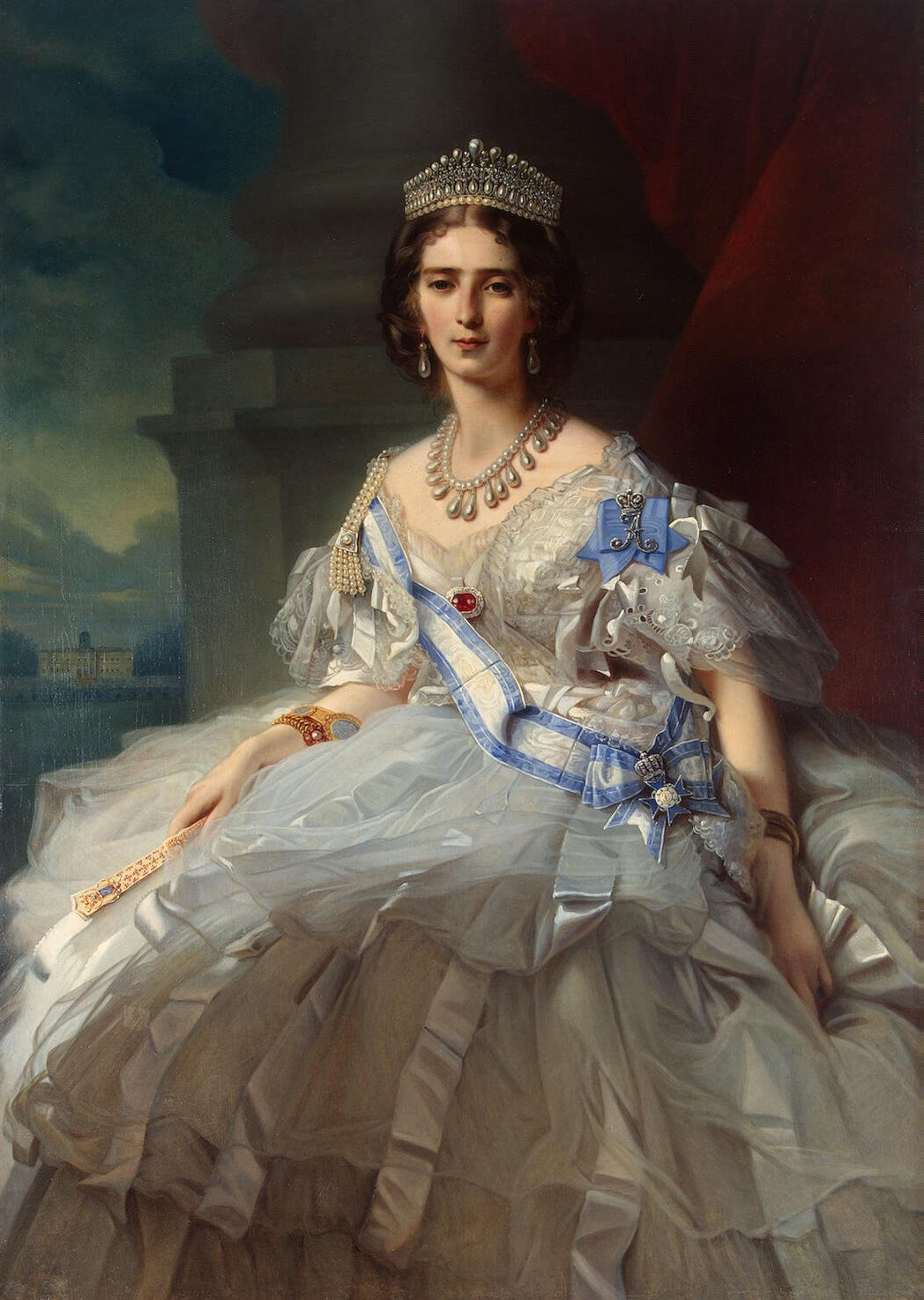
La princesa rusa Tatiana Alexandrovna Yusupova en un retrato de 1858, con la banda de la Orden de Teresa

La orden fue fundada el 12 de diciembre de 1827 por la Reina Teresa de Baviera, esposa del rey Luis I de Baviera. Estableció una dotación que pagaba una pensión anual a doce damas no casadas, seis de las cuales recibieron 300 florines para damas de primera clase y seis de las cuales recibieron 100 florines para damas de segunda clase. La pensión cesaba cuando una miembro se casaba; sin embargo, si el matrimonio era de acuerdo con el rango de la miembro, entonces a la dama se le permitía continuar usando la insignia de la orden y ser conocida como Ehrendame (Dama de Honor).
Otras damas también tuvieron el rango de Ehrendame, incluyendo todas las princesas de la Casa de Wittelsbach. Las damas bávaras pagaron una tarifa de recepción de 55 florines, mientras que las extranjeras pagaron 220 florines.  
La insignia de la orden se lleva en el pecho izquierdo y consiste en una cruz de Malta esmaltada azul con un amplio borde blanco, sobre el cual se coloca una corona real de oro. En los cuatro ángulos de la cruz hay rombos con los colores azules y blancos de Baviera. En el centro de la cruz hay un medallón circular blanco de oro decorado con la letra T. En la parte posterior del medallón está el año 1827 y el lema de la orden Unser Erdenleben sei Glaube an das Ewige (Nuestra vida es fe en la Eternidad).
La cinta de la orden es blanca con dos franjas azul celeste en el borde, la franja interior es más estrecha que la franja exterior. La banda de la orden es una cinta ancha de color similar, que se usa diagonalmente desde el hombro derecho hasta la cadera izquierda.
Entre las damas de honor actuales de la orden se encuentra la princesa heredera de Liechtenstein.

## Grandes Maestras de la orden
- Reina Teresa de Baviera (1827-1854).
- Reina María de Baviera (1854-1889).
- Reina María Teresa de Baviera (1889-1919).
- Princesa Antonieta de Baviera (hasta 1954), segunda esposa del Príncipe heredero Ruperto de Baviera.
- Duquesa María de Baviera, primera esposa del Duque Alberto de Baviera (hasta 1969).